# Emre Akbaba
Emre Akbaba (Montfermeil, 4 oktober 1992) is een Turks voetballer die speelt bij Eyüpspor en bij voorkeur als offensieve middenvelder speelt. In 2017 debuteerde hij voor Turkije.

## Clubcarrière
Akbaba verruilde Kahramanmaraş in januari 2013 voor Antalyaspor. Die club verhuurde hem in september 2013 aan Alanyaspor. In mei 2015 keerde hij terug bij Antalyaspor. In februari 2016 werd de middenvelder opnieuw verhuurd aan Alanyaspor. In 2016 tekende hij definitief bij Alanyaspor. In twee seizoenen maakte hij 20 doelpunten in 66 competitieduels voor de club uit Alanya. In 2018 werd Akbaba voor 4,5 miljoen euro verkocht aan Galatasaray SK. Akbaba werd vergeleken met de Galatasaray-legende Metin Oktay vanwege zijn fanatisme voor de club. Hij zette zijn handtekening onder een driejarig contract. Op 11 augustus 2018 debuteerde de Turks international voor zijn nieuwe club tegen Sivasspor.  Op 27 augustus 2018 maakte hij zijn eerste competitietreffers voor zijn nieuwe club tegen zijn ex-club.
Op 11 mei 2019 brak Akbaba zijn rechtervoet tijdens de wedstrijd tegen Çaykur Rizespor en moest 8 maanden revalideren. Zijn debuut na de langdurige uitval was weer tegen dezelfde tegenstander, waarbij hij het net wist te vinden. Hij wist zijn vorm echter niet terug te pakken en verloor zijn vaste plek in de selectie. Voorafgaand aan het seizoen 2021-2022 werd zijn contract met twee jaar verlengd, maar hij werd direct verhuurd aan zijn oude club Alanyaspor.
Op 8 september 2022 maakte hij een transfer naar Adana Demirspor.

## Interlandcarrière
Akbaba werd geboren in het Franse Montfermeil als zoon van Turkse ouders. Op 13 november 2017 debuteerde Akbaba voor Turkije in een vriendschappelijke interland tegen Albanië. Hij kwam na een uur spelen op het veld en maakte meteen zijn eerste interlanddoelpunt. Op 10 september 2018 maakte Akbaba twee treffers in de oefeninterland tegen Zweden.